# Black Market (album de Rick Ross)
Pour l'album de Weather Report, voir Black Market (album de Weather Report).
Albums de Rick Ross
Hood Billionaire
(2014) Rather You Than Me
(2017)
Singles
1. Foreclosures
Sortie : 23 septembre 2015
2. Sorry (feat. Chris Brown)
Sortie : 9 octobre 2015

Black Market est le huitième album studio de Rick Ross, sorti le 4 décembre 2015.
L'album s'est classé 6e au Billboard 200 et 2e au Top R&B/Hip-Hop Albums ainsi qu'au Top Rap Albums.

## Liste des titres
| No  | Titre                                      | Producteur(s)                         | Durée |
| --- | ------------------------------------------ | ------------------------------------- | ----- |
| 1.  | Free Enterprise (featuring John Legend)    | StreetRunner, Tarik Azzouz, DJ Khaled | 4:19  |
| 2.  | Smile Mama, Smile (featuring Cee Lo Green) | Jake One                              | 4:01  |
| 3.  | One of Us (featuring Nas)                  | Calvo da Gr8                          | 3:13  |
| 4.  | Silk Road                                  | Ben Billions                          | 4:21  |
| 5.  | Color Money                                | D. Rich                               | 3:06  |
| 6.  | Dope Dick                                  | Jake One                              | 4:44  |
| 7.  | Crocodile Python                           | Jahlil Beats, Antman Wonder           | 4:40  |
| 8.  | Ghostwriter                                | D. Rich                               | 4:27  |
| 9.  | Black Opium (featuring DJ Premier)         | Black Metaphor, Inkredibeatz          | 3:55  |
| 10. | Can't Say No (featuring Mariah Carey)      | J.R. Rotem                            | 3:30  |
| 11. | Peace Sign                                 | DJ Mustard                            | 4:50  |
| 12. | Very Best (featuring Mary J. Blige)        |                                       | 4:56  |
| 13. | Sorry (featuring Chris Brown)              | Scott Storch                          | 5:30  |
| 14. | D.O.P.E. (featuring Future)                | DP Beats                              | 4:44  |

| 15. | Foreclosures                      | J.U.S.T.I.C.E. League, 8 Bars | 4:14 |
| 16. | Money Dance (featuring The-Dream) | Jake One                      | 7:37 |
| 17. | Carol City                        | Beat Billionaire              | 4:13 |